# August von Engel
August von Engel, plným jménem August svobodný pán Engel von Mainfelden (1. července 1855 Vídeň – 9. ledna 1941 Vídeň), byl rakousko-uherský, respektive předlitavský státní úředník a politik, v letech 1913–1915 ministr financí Předlitavska.

## Biografie
Narodil se do rodiny bankovního ředitele Franze Antona Engela, který byl roku 1875 povýšen do rytířského stavu s predikátem von Mainfelden.
Vystudoval právo na Vídeňské univerzitě, získal titul doktora práv. Od roku 1878 působil jako úředník. Nejdříve na finanční prokuratuře, od roku 1883 na ministerstvu financí. V roce 1905 se stal sekčním šéfem.
Za vlády Karla Stürgkha se dodatečně stal ministrem financí. Nejprve od 5. října 1913 jako provizorní správce rezortu, pak od 21. října 1914 jako řádný ministr. Funkci zastával do 30. listopadu 1915. Ve funkci musel řešit dopady válečného stavu na státní finance, rostoucí nápor sociálních výdajů a vměšování armády do vládních záležitostí.
Po odchodu z vlády publikoval odborné práce na téma ekonomie a financí.
Zemřel svobodný a bezdětný. Je pohřben na vídeňském hřbitově Grinzing.